# Правила гри (серіал, 2015)
«Правила гри» (порт. A Regra do Jogo) — бразильський телесеріал 2015-2016 рр. у жанрі криміналу, трилера, драми та створений компанією TV Globo. В головних ролях — Алешандре Неру, Джованна Антонеллі, Ванесса Джакомо, Кайя Реймонд, Тоні Рамос, Марко Пігоссі, Кароліна Дікманн, Бруна Лінзмейер, Сузана Вієйра, Жозе Де Абреу. Перша серія вийшла в ефір 31 серпня 2015 року. Серіал має 1 сезон. Завершився 167-м епізодом, який вийшов у ефір 12 березня 2016 року. Сценарист серіалу — Жоау Емануель Карнейро.

## Сюжет
Ромеро Ромул — екс-депутат муніципалітету, герой із народу, який користується цим і робить усе можливе, щоб люди вірили йому. Ромеро є фахівцем з інтеграції у суспільство колишніх злочинців. Афіна дуже хоче розбагатіти. І для цього обирає закон найменшого спротиву. Типова аферистка вона витрачає те, що сама ж і вкрала. Афіна вривається у життя Ромеро і, хоче він того чи ні, залишається в ньому. Все починається з чесної та працьовитої дівчини на ім'я Тойя. Доля зводить цих двох у поліцейській дільниці. Незважаючи на те, що вона не злочинниця, дівчину заарештовують та звинувачують у тому, чого та не робила. А Ромеро, що ні для кого не є сюрпризом, будучи представленим як благодійник, гарантує звільнення Тойї. І за цей вчинок найдорожче заплатить Джаніра — прийомна мати дівчини. Джаніра та, хто найкраще знає Ромеро, і єдина, хто розуміє його натурі.

## Актори та ролі

### Головний акторський склад
| Актор                  | Роль                                         |
| ---------------------- | -------------------------------------------- |
| Алешандре Неру         | Ромеро Ромуло да Сілва                       |
| Джованна Антонеллі     | Атена Торремолінос / Франсінейді душ Сантуш  |
| Ванесса Джакомо        | Марія Віторія Норонья (Тоя) / Софія          |
| Кайя Реймонд           | Жуліано Перейра                              |
| Тоні Рамос             | Жосе Марія Перейра (Зе Марія) / Педро Варгас |
| Марко Пігоссі          | Данте Стюарт душ Сантуш                      |
| Кароліна Дікманн       | Лара Фірміно да Сілва                        |
| Бруна Лінзмейер        | Беліза Стюарт                                |
| Сузана Вієйра          | Адісабеба душ Сантос Стюарт                  |
| Жозе Де Абреу          | Гібсон Стюарт                                |
| Рената Сорра           | Елеонора Стюарт (Нора                        |
| Едуарду Московіш       | Орландо Леві / Убірачі да Коста (Біра)       |
| Дебора Евелін          | Крістіана Стюарт (Кікі)                      |
| Барбара Пас            | Ана Еліза Стюарт (Неліта)                    |
| Марселу Новаес         | Вальтерсіо Стюарт (Вава)                     |
| Сюзана Піреc           | Жанет де Соуза                               |
| Фернанда Соуза         | Мелісс Араужо (Мел)                          |
| Жуліану Казарре        | Маріо Сержио душ Сантос Стюарт               |
| Летісія Ліма           | Аліссон                                      |
| Роберта Родрігес       | Генівальда (Німфа)                           |
| Джонні Массаро         | Сезаріо Стюарт                               |
| Джованна Ланчелотті    | Луана Сампайо Стюарт                         |
| Жизель Батіста         | Марія Едуарда Стюарт (Дуда)                  |
| Юлія Рабеллу           | Урсула Стюарт                                |
| Мейв Джінкінгс         | Домінгас Мораес                              |
| Тоніко Перейра         | Асаніо Тріндаді                              |
| Маркос Карузо          | Фелісіано Стюарт                             |
| Александра Ріхтер      | Даліла Сампайо Стюарт                        |
| Отавіо Муллер          | Брено Сампайо Стюарт / Валькірія             |
| Марія Паділья          | Клайдінйо Лаконт                             |
| Феліпе Рок             | Кім Стюарт Сампайо                           |
| Аллан Соуза Ліма       | Елано де Соуза Араужо                        |
| Карла Крістіна Кардозу | Дінора                                       |
| Освальдо Міль          | Жука                                         |
| Ларісса Брахер         | Жізела                                       |
| Монік Алфрадіке        | Альбертіна (Тіна)                            |
| Бруно Маззео           | Руї Вілар                                    |
| Фабіо Лаго             | Озіель Дурадо                                |
| Кріс Віанна            | Індіра Дурадо                                |
| Джексон Антунес        | Жозе                                         |
| Лорена да Сілва        | Мара                                         |
| Вінісіус Де Олівейра   | Женівальдо                                   |
| Оскар Магріні          | Режіс Олівейра                               |
| Ілья Сан Паул          | Нонато                                       |
| Ден Феррейра           | Ірак                                         |
| Летісія Брага          | Ана Перейра Стюарт                           |

### Актори другого плану
| Актор              | Роль                     |
| ------------------ | ------------------------ |
| Кармо Далла Веккія | Цезар / Родріго          |
| Кассіа Кісс        | Діжаніра да Сілва        |
| Карін Телес        | Сумара Мітта             |
| Таїсса Карвалью    | Андресса Турбінада       |
| Летісія Колін      | Патті                    |
| Луксі Феррейра     | Солдадо Кабрал           |
| Паула Бурламакі    | Суелі Маркондес де Соуза |
| Жоао Балдассеріні  | Віктор                   |
| Рікарду Перейра    | Делегат Лукас Фаустіні   |
| Феліпе Кунья       | Кабо Естеван             |
| Патрісія Елізардо  | Роза                     |
| Тогун Тейшейра     | Карлао                   |
| Раньєрі Гонсалес   | Пауло                    |
| Вінісіус Манн      | Алексіс Леблан           |
| Феліпе Тітто       | MC Лімао                 |
| Габріела Петрі     | Джессіка                 |
| Карла Теноріо      | Прісцилла                |
| Джонатан Азеведу   | Зулу                     |
| Густаво Оттоні     | Августа                  |
| Роні Віллела       | Вандер                   |
| Марія Елена Падер  | Дона Сюзана              |
| Александр Баррос   | Карлос Едуардо           |
| Жілрей Котинью     | Мартінью Фагундеш        |

## Сезони
| Сезон | Епізоди | Епізоди | Оригінальний показ | Оригінальний показ | Оригінальний показ |
| Сезон | Епізоди | Епізоди | Перший показ       | Останній показ     | Мережа             |
| ----- | ------- | ------- | ------------------ | ------------------ | ------------------ |
| 1     | 167     | 167     | 31 серпня 2015     | 12 березня 2016    | TV Globo           |

## Аудиторія
| Сезон | Розклад     | Епізоди | Перший ефір         | Перший ефір    | Останній ефір        | Останній ефір  | Середня кількість глядачів (бали) |
| Сезон | Розклад     | Епізоди | Дата                | Глядачі (бали) | Дата                 | Глядачі (бали) | Середня кількість глядачів (бали) |
| ----- | ----------- | ------- | ------------------- | -------------- | -------------------- | -------------- | --------------------------------- |
| 1     | Пн–Сб 21:15 | 167     | 31 серпня 2015 року | 31             | 12 березня 2016 року | 40             | 27,9                              |

## Рейтинги серій

### Сезон 1 (2015—2016)
| Тиждень                  | Дата                     | Дата                     | День тижня               | День тижня               | День тижня               | День тижня               | День тижня               | День тижня               | Середній рейтинг за тиждень (бали) |
| Тиждень                  | початку                  | закінчення               | понеділок                | вівторок                 | середа                   | четвер                   | п'ятниця                 | субота                   | Середній рейтинг за тиждень (бали) |
| Тиждень                  | тижня                    | тижня                    | понеділок                | вівторок                 | середа                   | четвер                   | п'ятниця                 | субота                   | Середній рейтинг за тиждень (бали) |
| 1                        | 31.08.2015               | 05.09.2015               | 32                       | 30                       | 25                       | 28                       | 25                       | 24                       | 27,20                              |
| 2                        | 07.09.2015               | 12.09.2015               | 28                       | 21                       | 24                       | 27                       | 25                       | 24                       | 24,80                              |
| 3                        | 14.09.2015               | 19.09.2015               | 27                       | 27                       | 21                       | 24                       | 23                       | 19                       | 23,50                              |
| 4                        | 19.09.2015               | 24.09.2015               | 28                       | 25                       | 20                       | 25                       | 25                       | 22                       | 24,00                              |
| 5                        | 28.09.2015               | 03.10.2015               | 28                       | 27                       | 22                       | 26                       | 22                       | 24                       | 24,70                              |
| 6                        | 05.10.2015               | 10.10.2015               | 28                       | 27                       | 26                       | 23                       | 24                       | 21                       | 24,70                              |
| 7                        | 12.10.2015               | 17.10.2015               | 26                       | 25                       | 21                       | 26                       | 26                       | 25                       | 24,80                              |
| 8                        | 19.10.2015               | 24.10.2015               | 29                       | 28                       | 24                       | 27                       | 26                       | 25                       | 26,40                              |
| 9                        | 26.10.2015               | 31.10.2015               | 28                       | 28                       | 23                       | 27                       | 24                       | 24                       | 25,60                              |
| 10                       | 02.11.2015               | 07.11.2015               | 28                       | 29                       | 28                       | 26                       | 27                       | 24                       | 27,10                              |
| 11                       | 09.11.2015               | 14.11.2015               | 27                       | 26                       | 28                       | 23                       | 23                       | 24                       | 25,00                              |
| 12                       | 16.11.2015               | 21.11.2015               | 29                       | 23                       | 27                       | 22                       | 24                       | 24                       | 24,70                              |
| 13                       | 23.11.2015               | 28.11.2015               | 27                       | 29                       | 29                       | 29                       | 26                       | 26                       | 27,60                              |
| 14                       | 30.11.2015               | 05.12.2015               | 31                       | 31                       | 31                       | 31                       | 28                       | 24                       | 29,40                              |
| 15                       | 07.12.2015               | 12.12.2015               | 28                       | 30                       | 28                       | 29                       | 26                       | 24                       | 27,40                              |
| 16                       | 14.12.2015               | 19.12.2015               | 30                       | 29                       | 31                       | 31                       | 25                       | 26                       | 28,70                              |
| 17                       | 21.12.2015               | 26.12.2015               | 30                       | 28                       | 27                       | 19                       | 27                       | 26                       | 26,00                              |
| 18                       | 28.12.2015               | 02.01.2016               | 31                       | 29                       | 27                       | 17                       | 26                       | 28                       | 26,10                              |
| 19                       | 04.01.2016               | 09.01.2016               | 32                       | 32                       | 29                       | 29                       | 28                       | 27                       | 29,50                              |
| 20                       | 11.01.2016               | 16.01.2016               | 31                       | 31                       | 32                       | 33                       | 29                       | 27                       | 30,70                              |
| 21                       | 18.01.2016               | 23.01.2016               | 34                       | 33                       | 31                       | 33                       | 32                       | 28                       | 31,80                              |
| 22                       | 25.01.2016               | 30.01.2016               | 33                       | 33                       | 33                       | 35                       | 33                       | 28                       | 32,50                              |
| 23                       | 01.02.2016               | 06.02.2016               | 35                       | 34                       | 30                       | 35                       | 34                       | 31                       | 33,00                              |
| 24                       | 08.02.2016               | 13.02.2016               | 31                       | 32                       | 30                       | 35                       | 34                       | 31                       | 32,10                              |
| 25                       | 15.02.2016               | 20.02.2016               | 34                       | 35                       | 28                       | 35                       | 32                       | 31                       | 32,50                              |
| 26                       | 22.02.2016               | 27.02.2016               | 37                       | 37                       | 31                       | 36                       | 34                       | 30                       | 34,00                              |
| 27                       | 29.02.2016               | 05.03.2016               | 37                       | 37                       | 34                       | 39                       | 38                       | 34                       | 36,60                              |
| 28                       | 07.03.2016               | 12.03.2016               | 39                       | 39                       | 35                       | 40                       | 41                       | 27                       | 36,80                              |
| Середній рейтинг серіалу | Середній рейтинг серіалу | Середній рейтинг серіалу | Середній рейтинг серіалу | Середній рейтинг серіалу | Середній рейтинг серіалу | Середній рейтинг серіалу | Середній рейтинг серіалу | Середній рейтинг серіалу | 28,47                              |

## Нагороди та номінації
| Рік  | Нагорода                  | Категорія                      | Номінанти              | Результат |
| ---- | ------------------------- | ------------------------------ | ---------------------- | --------- |
| 2015 | Prêmio Extra de Televisão | Найкращий серіал               | Жоау Емануель Карнейро | Номінація |
| 2015 | Prêmio Extra de Televisão | Найкраща акторка               | Джованна Антонеллі     | Номінація |
| 2015 | Prêmio Extra de Televisão | Найкраща акторка               | Ванесса Джакомо        | Номінація |
| 2015 | Prêmio Extra de Televisão | Найкращий актор                | Алешандре Неру         | Номінація |
| 2015 | Prêmio Extra de Televisão | Найкращий актор                | Кайя Реймонд           | Номінація |
| 2015 | Prêmio Extra de Televisão | Найкращий актор                | Тоні Рамос             | Номінація |
| 2015 | Prêmio Extra de Televisão | Найкраща акторка другого плану | Кассіа Кісс            | Номінація |
| 2015 | Prêmio Extra de Televisão | Найкращий актор другого плану  | Едуарду Московіш       | Номінація |
| 2015 | Prêmio Extra de Televisão | Найкращий актор другого плану  | Тоніко Перейра         | Номінація |
| 2015 | Prêmio Extra de Televisão | Найкраща музична тема          | «Juizo Final», Alcione | Номінація |
| 2015 | Prêmio Extra de Televisão | Найкраща молода акторка        | Летісія Ліма           | Номінація |
| 2015 | Prêmio Extra de Televisão | Найкраща молода акторка        | Карла Крістіна Кардозу | Номінація |
| 2015 | Troféu APCA               | Найкращий актор                | Алешандре Неру         | Перемога  |
| 2015 | Troféu APCA               | Найкращий актор                | Тоні Рамос             | Номінація |
| 2015 | Melhores do Ano           | Найкращий актор                | Алешандре Неру         | Перемога  |
| 2015 | Melhores do Ano           | Найкраща акторка               | Джованна Антонеллі     | Перемога  |
| 2015 | Melhores do Ano           | Найкращий актор другого плану  | Жуліану Казарре        | Номінація |
| 2015 | Melhores do Ano           | Найкращий актор другого плану  | Тоніко Перейра         | Номінація |
| 2015 | Melhores do Ano           | Найкраща акторка другого плану | Бруна Лінзмейер        | Номінація |
| 2015 | Melhores do Ano           | Найкраща акторка другого плану | Кассіа Кісс            | Номінація |
| 2015 | Prêmio Quem de Televisão  | Найкращий актор                | Алешандре Неру         | Перемога  |
| 2015 | Prêmio Quem de Televisão  | Найкращий актор                | Кайя Реймонд           | Номінація |
| 2015 | Prêmio Quem de Televisão  | Найкращий актор                | Тоніко Перейра         | Номінація |
| 2015 | Prêmio Quem de Televisão  | Найкращий актор                | Тоні Рамос             | Номінація |
| 2015 | Prêmio Quem de Televisão  | Найкраща акторка               | Кассіа Кісс            | Номінація |
| 2015 | Prêmio Quem de Televisão  | Найкраща акторка               | Джованна Антонеллі     | Перемога  |
| 2015 | Prêmio Quem de Televisão  | Найкраща акторка               | Сузана Вієйра          | Номінація |
| 2015 | Prêmio Quem de Televisão  | Відкриття                      | Карла Крістіна Кардозу | Номінація |
| 2015 | Prêmio Quem de Televisão  | Відкриття                      | Юлія Рабеллу           | Номінація |
| 2015 | Prêmio Quem de Televisão  | Відкриття                      | Летісія Ліма           | Номінація |
| 2015 | Prêmio Quem de Televisão  | Відкриття                      | Карін Телес            | Номінація |
| 2016 | Troféu Imprensa           | Найкраща акторка               | Джованна Антонеллі     | Номінація |
| 2016 | Troféu Imprensa           | Найкращий актор                | Алешандре Неру         | Номінація |
| 2016 | Troféu Internet           | Найкращий серіал               | Жоау Емануель Карнейро | Номінація |
| 2016 | Troféu Internet           | Найкращий серіал               | Алешандре Неру         | Перемога  |
| 2016 | Troféu Internet           | Найкращий серіал               | Кайя Реймонд           | Номінація |
| 2016 | Troféu Internet           | Найкращий серіал               | Тоні Рамос             | Номінація |
| 2016 | Troféu Internet           | Найкраща акторка               | Джованна Антонеллі     | Номінація |
| 2016 | Emmy Internacional        | Найкращий серіал               | Жоау Емануель Карнейро | Номінація |
| 2016 | Emmy Internacional        | Найкращий серіал               | Алешандре Неру         | Номінація |